# Unique Material Identifier
Die Unique Material Identifier (UMID) ist ein Standard (SMPTE 330M) zum Generieren eindeutiger Kennzeichnungen (IDs) von multimedialen  Dateien und  Datenströmen.
Die Länge einer UMID beträgt 32 Bytes (Basic UMID) oder 64 Bytes (Extended UMID). Die Basic UMID ist nur zur eindeutigen Kennzeichnung bestimmt. Die Extended UMID enthält zusätzlich Daten zum Standort, der Uhrzeit und des Erstellers.